# San Francisco (Bolívar)
Pour les articles homonymes, voir San Francisco.
San Francisco est la capitale de la paroisse civile de San Francisco de la municipalité de Bolivariano Angostura de l'État de Bolívar au Venezuela.